# أفترنون الشهرية
أفترنون الشهرية هي مجلة مانغا سينن  يابانية تمتلكها دار كودانشا.